# Ex parte
Ex parte je právní termín původně z latiny, kterým se označuje rozhodnutí soudu provedené bez účasti všech zúčastněných stran, respektive dokonce bez toho, aby byly všechny strany na probíhající rozhodování předem upozorněny. Neformálně tak také někdy bývá označováno jakékoliv jednání soudu s jednou stranou bez přítomnosti druhé strany, a to třeba i jednání v danou chvíli nepovolené.
Protože rozhodnutí soudu bez vyslechnutí všech stran by vážně narušovalo právo na spravedlivý proces, není rozhodování ex parte obvykle povoleno a používáno pro konečné rozsudky, ale pouze pro různá dočasná opatření a úkony, například vydání zatykače, předběžná opatření, zajištění důkazu, povolení k domovní prohlídce atp. Jedná se o situace, kdy je zapotřebí zasáhnout rychle a třeba také zároveň hrozí, že by upozornění druhé straně vedlo ke škodám, zničení důkazů a podobně.
Například zmíněné povolení k domovní prohlídce by bylo v praxi bezcenné, pokud by byl soud povinen předem upozornit obyvatele prohledávaného bytu, že bude rozhodovat o tom, zda povolení k prohlídce vydá – obyvatelé by díky tomu měli dost času odstranit z bytu důvod, proč policie o povolení k prohlídce požádala.